# 오또맘
오또맘(본명: 오태화, 1989년 1월 23일~)는 대한민국의 인플루언서이자 인터넷 쇼핑몰 운영 기업인이다. 인스타그램에서 몸매와 자기관리 비법 공개로 유명세를 탔다.

## 논란

### 조건만남 의혹 논란
가로세로연구소의 멤버이자 본인 이름의 유튜브 채널을 운영하는 유튜버 김용호가 오또맘의 조건만남 의혹을 제기해 사회적 논란이 되자, 오또맘은 이러한 의혹을 부인하며 제보자 고소를 통해 강경대응을 천명하였다.